# 稲葉光雄
稲葉 光雄（いなば みつお、1948年10月2日 - 2012年8月11日）は、静岡県清水市（現・静岡市清水区）出身のプロ野球選手（投手）・コーチ、解説者。

## 経歴

### プロ入りまで
5歳の時に兄からソフトボールでボール投げをやらされたことがきっかけで野球を始める。清水工業高校の2年生の時に投手となる。日本軽金属へ入社し、1968年のドラフト会議にて広島東洋カープから6位で指名されるが、まだ20歳と若かったことや会社から残留を要請されたこともあり、入団を拒否した。1970年の都市対抗には大昭和製紙の補強選手として出場し、チームの優勝に貢献。

### 現役時代
1970年のドラフト2位で中日ドラゴンズに入団。
1971年8月25日の巨人戦（後楽園）に延長11回裏から登板して4イニングを無失点に抑え、プロ初勝利を挙げる。この年は6勝0敗を記録した。
1972年は開幕から3連勝したが4月25日の阪神戦でプロ初黒星を記録し、プロ入り連勝は9で止まる。20勝11敗の好成績を記録し、特に巨人戦には6勝3敗と強く「巨人キラー」と称された。しかし翌73年は6勝12敗、1974年には肘の故障もあって4勝と、年々成績が下降した。1974年のロッテとの日本シリーズでは2試合に登板。第4戦では先発として起用され、4回途中3失点で降板した。
174センチ、67キロとプロの投手としては小柄であったが切れのいい球を投げ、スピンの効いた落差の大きなカーブを武器とした。
1976年オフに、戸田善紀・森本潔・大石弥太郎・小松健二との3対4の大型トレードにより、島谷金二・大隅正人と共に阪急ブレーブスへ移籍。
1977年に17勝6敗で最高勝率のタイトルを獲得。リーグ3連覇に貢献し、同年の巨人との日本シリーズでは第4戦に先発して5回1失点で降板し、6回から山田久志へ繋いだ。チームの3年連続日本一に貢献した。
1978年も10勝5敗の成績を挙げ、チームの4年連続リーグ優勝に貢献。後期日程の9月11日、西京極球場での近鉄バファローズとの首位攻防戦に先発して1失点で完投して勝利投手となり、近鉄の先発の鈴木啓示は敗戦投手となって連続試合完投勝利の記録が10で途切れた。ヤクルトとの日本シリーズでの登板は第2戦に中継ぎで登板した1試合のみであった。
その後も先発陣の一角として活躍するが、1983年には登板機会が急減。
1984年には阪神タイガースへ移籍するが一軍登板は無く、同年限りで現役を引退。

### 引退後
引退後は東海ラジオ「ガッツナイター」野球解説者（1985年）を経て、古巣・中日に復帰して二軍投手コーチ（1986年 - 1989年, 1991年 - 1996年）、一軍投手コーチ（1990年）、育成チーフコーチ（1997年）を歴任。退団後は日本ハムで二軍投手コーチ（1998年 - 1999年）、一軍投手コーチ（2000年 - 2001年）を務めた。日本ハム退団後はテレビ愛知「サムライスタジアム→侍スタジアム」・東海ラジオ「ガッツナイター」野球解説者（2002年 - 2008年）を経て、2009年に再び中日の二軍投手コーチとして8年ぶりに復帰。若手投手の育成に力を注ぎ、吉見一起や山内壮馬やマキシモ・ネルソンなど多くの投手を育て、就任前年に低迷した投手陣の再建と球団史上初の連覇に大きく貢献。理論派として知られ、若手育成には定評があり、数多くの投手を育て上げた。
2012年8月11日の広島戦（ナゴヤ）の試合中にネット裏で「手がしびれる」と体調不良を訴え、名古屋市内の病院に搬送されたが、脳内出血のため20時39分に死去した。63歳没。7月に心臓カテーテル検査を受けたばかりであった。

## 詳細情報

### 年度別投手成績
| 年 度      | 球 団      | 登 板 | 先 発 | 完 投 | 完 封 | 無 四 球 | 勝 利 | 敗 戦 | セ 丨 ブ | ホ 丨 ル ド | 勝 率 | 打 者 | 投 球 回 | 被 安 打 | 被 本 塁 打 | 与 四 球 | 敬 遠 | 与 死 球 | 奪 三 振 | 暴 投 | ボ 丨 ク | 失 点 | 自 責 点 | 防 御 率 | W H I P |
| ---------- | ---------- | ----- | ----- | ----- | ----- | -------- | ----- | ----- | -------- | ----------- | ----- | ----- | -------- | -------- | ----------- | -------- | ----- | -------- | -------- | ----- | -------- | ----- | -------- | -------- | ------- |
| 1971       | 中日       | 21    | 5     | 2     | 1     | 0        | 6     | 0     | --       | --          | 1.000 | 261   | 68.0     | 44       | 4           | 20       | 1     | 2        | 38       | 1     | 0        | 9     | 8        | 1.06     | 0.94    |
| 1972       | 中日       | 38    | 35    | 14    | 8     | 1        | 20    | 11    | --       | --          | .645  | 1045  | 261.1    | 202      | 26          | 94       | 9     | 11       | 140      | 0     | 0        | 84    | 80       | 2.76     | 1.13    |
| 1973       | 中日       | 33    | 21    | 8     | 2     | 1        | 6     | 12    | --       | --          | .333  | 673   | 160.2    | 141      | 13          | 66       | 7     | 1        | 94       | 1     | 0        | 72    | 63       | 3.52     | 1.29    |
| 1974       | 中日       | 30    | 17    | 3     | 0     | 0        | 4     | 5     | 0        | --          | .444  | 459   | 110.0    | 97       | 15          | 41       | 3     | 5        | 75       | 3     | 0        | 54    | 48       | 3.93     | 1.25    |
| 1975       | 中日       | 34    | 17    | 5     | 1     | 2        | 7     | 5     | 0        | --          | .583  | 518   | 130.1    | 104      | 14          | 37       | 1     | 4        | 76       | 0     | 0        | 42    | 40       | 2.77     | 1.08    |
| 1976       | 中日       | 32    | 10    | 0     | 0     | 0        | 3     | 7     | 0        | --          | .300  | 373   | 81.0     | 93       | 16          | 40       | 4     | 0        | 56       | 2     | 0        | 56    | 52       | 5.78     | 1.64    |
| 1977       | 阪急       | 30    | 25    | 9     | 4     | 2        | 17    | 6     | 1        | --          | .739  | 757   | 190.2    | 146      | 17          | 51       | 0     | 7        | 104      | 0     | 2        | 56    | 52       | 2.45     | 1.03    |
| 1978       | 阪急       | 25    | 23    | 7     | 3     | 0        | 10    | 5     | 0        | --          | .667  | 679   | 164.0    | 159      | 17          | 51       | 2     | 3        | 74       | 2     | 0        | 62    | 53       | 2.91     | 1.28    |
| 1979       | 阪急       | 23    | 22    | 9     | 1     | 1        | 11    | 9     | 0        | --          | .550  | 646   | 151.0    | 154      | 23          | 47       | 2     | 5        | 84       | 1     | 1        | 84    | 73       | 4.35     | 1.33    |
| 1980       | 阪急       | 22    | 18    | 6     | 0     | 1        | 5     | 8     | 1        | --          | .385  | 513   | 109.0    | 136      | 20          | 58       | 1     | 6        | 35       | 4     | 0        | 85    | 77       | 6.36     | 1.78    |
| 1981       | 阪急       | 23    | 21    | 9     | 1     | 1        | 11    | 5     | 0        | --          | .688  | 580   | 135.1    | 150      | 14          | 47       | 0     | 9        | 36       | 2     | 0        | 56    | 44       | 2.93     | 1.46    |
| 1982       | 阪急       | 18    | 16    | 4     | 1     | 0        | 4     | 7     | 0        | --          | .364  | 371   | 87.1     | 83       | 7           | 36       | 0     | 2        | 22       | 2     | 0        | 42    | 41       | 4.24     | 1.36    |
| 1983       | 阪急       | 2     | 0     | 0     | 0     | 0        | 0     | 0     | 0        | --          | ----  | 29    | 7.0      | 7        | 1           | 1        | 0     | 1        | 3        | 0     | 0        | 2     | 2        | 2.57     | 1.14    |
| 通算：13年 | 通算：13年 | 331   | 230   | 76    | 22    | 9        | 104   | 80    | 2        | --          | .565  | 6904  | 1655.2   | 1516     | 187         | 589      | 30    | 56       | 837      | 18    | 3        | 704   | 633      | 3.44     | 1.27    |

- 各年度の太字はリーグ最高

### タイトル
- 最高勝率：1回（1977年）

### 表彰
- パ・リーグプレーオフ敢闘賞：1回 （1979年）

### 記録
初記録
- 初登板：1971年5月14日、対読売ジャイアンツ6回戦（中日スタヂアム）、9回表に3番手で救援登板・完了、1回1失点
- 初奪三振：同上、9回表に長嶋茂雄から
- 初勝利：1971年8月26日、対読売ジャイアンツ20回戦（後楽園球場）、11回裏に3番手で救援登板、4回無失点
- 初先発・初先発勝利：1971年8月29日、対阪神タイガース19回戦（中日スタヂアム）、6回無失点
- 初完投勝利：1971年9月15日、対大洋ホエールズ24回戦（中日スタヂアム）、9回3失点
- 初完封勝利：1971年10月3日、対読売ジャイアンツ26回戦（中日スタヂアム）
- 初セーブ：1977年4月14日、対近鉄バファローズ前期4回戦（日生球場）、7回裏1死に2番手で救援登板・完了、2回2/3を無失点

節目の記録
- 100勝：1981年9月17日、対ロッテオリオンズ後期12回戦（阪急西宮球場）、9回3失点（自責点2）完投勝利

その他の記録
- オールスターゲーム出場：3回 （1972年、1973年、1977年）

### 背番号
- 18 （1971年 - 1983年）
- 15 （1984年）
- 78 （1986年 - 1991年）
- 93 （1992年）
- 95 （1993年 - 1995年）
- 87 （1996年 - 1997年）
- 73 （1998年 - 2001年）
- 89 （2009年 - 2012年）